# 大ふき
大ふきは、日本の妖怪絵巻に描かれている妖怪。

## 概要
細長く口を突き出したような横向きの上半身の姿で描かれている。熊本県八代市の松井文庫に所蔵されている妖怪絵巻『百鬼夜行絵巻』に確認されているが解説文などは一切なく、どのようなことをする妖怪であるのかは絵巻物にも示されていないため詳細は不明である。おなじく江戸時代に描かれた絵巻物『百物語化絵絵巻』（1780年）では同様の格好をした妖怪がひょんなという名前で描かれているが、こちらも詳細は不明である。

## 名称の翻刻について
『百鬼夜行絵巻』に直接に書かれている妖怪の名称の文字には振りがながつけられているものも存在するが、この妖怪には振りがなが無く、名称の翻刻には展示や書籍によって差異が生じている。大ふきとされるほか、火ふき（ひふき）とも翻刻されている。